# Apache Chemistry
Apache Chemistry — відкрита реалізація стандарту CMIS (Content Management Interoperability Services), що визначає засоби для обміну різнорідною інформацією між системами управління контентом підприємства (ECM, Enterprise Content Management) і зовнішніми застосунками. Для керування даними в CMIS визначено SQL-подібна мова запитів CQL (CMIS Query Language), орієнтована на роботу з неструктурованими даними. API, підтримуваний в Apache Chemistry, дозволяє створювати застосунки, які можуть вільно маніпулювати даними в CMIS-репозиторіях таких продуктів, як  Alfresco, EMC Documentum, IBM FileNet, Microsoft SharePoint, Nuxeo і OpenText.
Організація Apache Software Foundation прийняла Chemistry в число первинних проєктів, що розвиваються під егідою Apache, у лютому 2011.
З компаній, що використовують Apache Chemistry в своїх продуктах і сервісах можна відзначити Adobe, Alfresco, Metaversant, Nuxeo, OpenText, OpenWGA і SAP. 
Apache Chemistry складається з таких підпроєктів: 
- OpenCMIS — Java-бібліотеки з реалізацією CMIS-клієнта і сервера;
- cmislib — клієнтська CMIS-бібліотека для мови Python;
- phpclient — клієнтська CMIS-бібліотека для мови PHP;
- DotCMIS — клієнтська CMIS-бібліотека для платформи .NET.

## Виноски
1. ↑  The Apache Software Foundation Announces Apache Chemistry as a Top-Level Project [Архівовано 1 березня 2012 у Wayback Machine.] - The Apache Software Foundation Blog
2. ↑  Проект Chemistry переведен в разряд первичных проектов Apache. Архів оригіналу за 27 листопада 2011. Процитовано 3 квітня 2012.